# Germania Est agli XI Giochi olimpici invernali
La Germania Est partecipò agli XI Giochi olimpici invernali, svoltisi a Sapporo, Giappone, dal 3 al 13 febbraio 1972, con una delegazione di 42 atleti impegnati in sette discipline.

## Medagliere

### Per discipline
| Sport                 | Oro | Argento | Bronzo | Totale |
| --------------------- | --- | ------- | ------ | ------ |
| Slittino              | 3   | 2       | 3      | 8      |
| Combinata nordica     | 1   | 0       | 1      | 2      |
| Biathlon              | 0   | 1       | 1      | 2      |
| Pattinaggio di figura | 0   | 0       | 1      | 1      |
| Salto con gli sci     | 0   | 0       | 1      | 1      |
| Totale                | 4   | 3       | 7      | 14     |

### Medaglie
| Medaglia | Atleta                                                        | Sport                 | Evento                         |
| -------- | ------------------------------------------------------------- | --------------------- | ------------------------------ |
| Oro      | Ulrich Wehling                                                | Combinata nordica     | Maschile                       |
| Oro      | Wolfgang Scheidel                                             | Slittino              | Singolo maschile               |
| Oro      | Horst Hörnlein Reinhard Bredow                                | Slittino              | Doppio                         |
| Oro      | Anna-Maria Müller                                             | Slittino              | Singolo femminile              |
| Argento  | Hansjörg Knauthe                                              | Biathlon              | 20 km maschile                 |
| Argento  | Harald Ehrig                                                  | Slittino              | Singolo maschile               |
| Argento  | Ute Rührold                                                   | Slittino              | Singolo femminile              |
| Bronzo   | Hansjörg Knauthe Joachim Meischner Dieter Speer Horst Koschka | Biathlon              | Staffetta 4x7,5 km maschile    |
| Bronzo   | Karl-Heinz Luck                                               | Combinata nordica     | Maschile                       |
| Bronzo   | Manuela Groß Uwe Kagelmann                                    | Pattinaggio di figura | Pattinaggio di figura a coppie |
| Bronzo   | Rainer Schmidt                                                | Salto con gli sci     | Trampolino lungo               |
| Bronzo   | Wolfram Fiedler                                               | Slittino              | Singolo maschile               |
| Bronzo   | Horst Hörnlein Reinhard Bredow                                | Slittino              | Doppio                         |
| Bronzo   | Margit Schumann                                               | Slittino              | Singolo femminile              |